# پیر بیتو
پیِر بیتو (فرانسوی: Pierre Bitôt‎؛ ‏ ۲۲ مارس ۱۸۲۲ – ۲ فوریهٔ ۱۸۸۸) پزشک، جراح و کالبدشناس اهل فرانسه بود که امروزه با لکه‌های بیتوت در یادها مانده است. او در بوردو در رشتهٔ پزشکی تحصیل کرد و دکترای پزشکی خود را در سال ۱۸۴۸ از «دانشکده پزشکی پاریس» دریافت کرد و به دپارتمان کالبدشناسی بوردو پیوست. وی از سال ۱۸۵۴ استاد رشتهٔ کالبدشناسی و از سال ۱۸۷۸ جراح بیمارستان شد.
لکه‌های بیتوت، لکه‌های مثلثی‌شکلی در ملتحمه چشم است که به نام او نامگذاری شده است. او نخستین بار این لکه‌ها را در سال ۱۸۶۳ توصیف کرد.